# 14964 Robertobacci
14964 Robertobacci eller 1996 VS är en asteroid i huvudbältet som upptäcktes den 2 november 1996 av de båda italienska astronomerna Gabriele Cattani och Luciano Tesi vid Montagna Pistoiese-observatoriet. Den är uppkallad efter amatörastronomen Roberto Bacci.
Asteroiden har en diameter på ungefär 8 kilometer.